# 伊塔庫魯維德爾羅薩里奧
伊塔庫魯維德爾羅薩里奧（西班牙語：Itacurubí del Rosario），是巴拉圭的城鎮，位於該國中部，由聖佩德羅省負責管轄，距離亞松森約200公里，始建於1787年6月21日，面積913.71平方公里，2008年人口4,183。